# 新里曼理论
新里曼理论（Neo-Riemannian theory）是一些现代音乐理论学家，例如戴维·勒温，布赖恩·海尔（Brian Hyer），理查德·孔恩与亨利·科朗彭霍沃尔（Henry Klumpenhouwer）等人所发表的某些松散观点的集合。这些观点均在不借助相对主音关系的条件下，致力于构造一种和声之间的直接联系。最初被研究的和声是大小三和弦；之后，新里曼理论将研究范围拓展到一般的不协和的和弦。声部进行的效率可被用于规范化地表征和声接近度（harmonic proximity）；例如，若比较C大三和弦和E小三和弦，即可发现两个和弦只有一个音不同，而这两个不同的音之间只有半音的差距，因此这两个和弦被认为在和声上是相互接近的。相近的和声之间的运动可由简单的变换（transformations）来描述。例如，从C大三和弦到E小三和弦的运动（或从E小三和弦到C大三和弦），可由“L”变换来实现。延伸出的和声进行可以在一个几何平面上特征性地表示出来，由此描绘出表示整个和声关系的系统。大家还未就新里曼理论的核心达成共识：到底是平滑的声部进行，还是变换，亦或是通过几何进行映射的关系系统。在浪漫主义晚期音乐（包括舒伯特、李斯特、瓦格纳和布鲁克纳的音乐）的和声实践的分析中，新里曼理论常常被援引，因为这些音乐中出现了高度的半音创作手法。

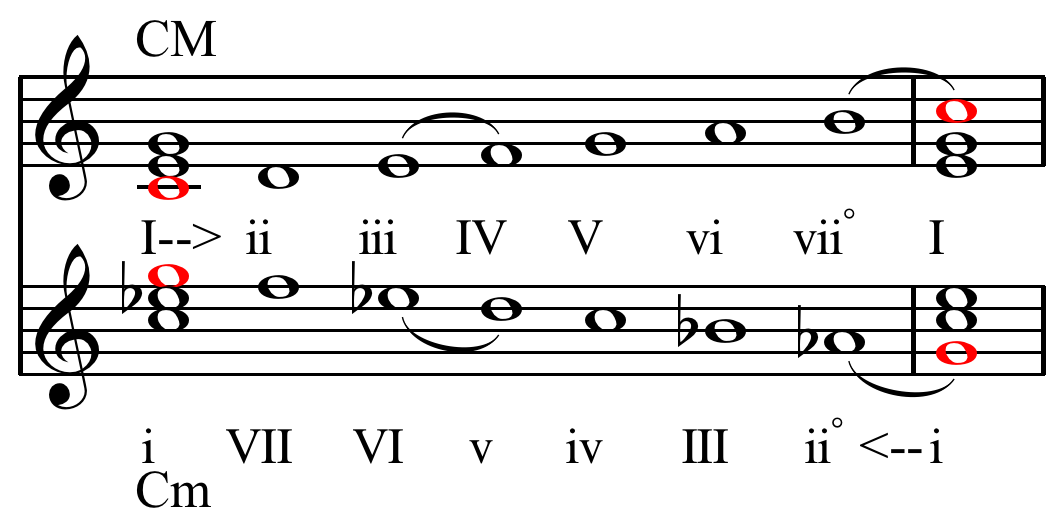
里曼“二元”系统的示例：小调形似大调的倒影。左右相邻的半音程由圆滑线标出，其他相邻的两个音符间相隔一个全音。下行小调音阶的全音和半音的分布排列与上行大调音阶是相同的。

新里曼理论得名于胡戈·里曼（1849–1919），他的用于联系各个三和弦的“二元（dualist）”系统取自于早期的19世纪和声理论家。术语“二元论（dualism）”强调了大调与小调可相互转换的关系；即小三和弦是大三和弦的负和声“倒影”。这种二元性造成了右图中音阶方向的不同。在1880年代，里曼提出了变换系统（system of transformations），将三和弦直接两两联系在一起。David Lewin（1933–2003）在他的文章《Amfortas's Prayer to Titurel and the Role of D in Parsifal》（1984）以及他的一本具有影响力的书——《Generalized Musical Intervals and Transformations》（1987）中独立于里曼最初的构想，不把二元性作为前提的情况下，重新发展了这一方面的工作。1990年代与2000年代后续的发展，将数学系统进一步整合到理论的基本原则中，并且加入了二十世纪的音乐作品以及音乐心理学，极大地拓宽了新里曼理论的研究范围。

## 三元变换与声部进行
新里曼三元（triadic）理论的主要变换将不同种类（大调与小调）的三和弦（及其转位）连接在了一起。这些变换是纯和声的（purely harmonic）；在这些和弦之间不需要任何特定的声部进行。从C大三和弦到C小三和弦的所有可能的进行，不论音符在音区中如何分布，都能表示成一个相同的新里曼变换。
三种变换均通过移动组成三和弦中三个音的其中一个音，来生成一个不同的三和弦：
- P变换将一个三和弦转换成它的同根音和弦：将大三和弦的三音向下移动半音，或是将小三和弦的三音向上移动半音，例如C大三和弦与C小三和弦之间的转换。
- R变换将一个三和弦转换成它在關係大小和弦：将大三和弦的五音向上移动一个全音，或是将小三和弦的根音向下移动一个全音，例如C大三和弦与A小三和弦之间的转换。
- L变换通过转换一个三和弦的導音来转换和弦：将大三和弦的根音向下移动半音，或是将小三和弦的五音向上移动半音，例如C大三和弦与E小三和弦之间的转换。

注意到P变换保持了和弦中的纯五度音程不变（即如果确定了和弦中有 C 和 G 两个音，则剩下的一个音为 E 或者 E♭）；L变换保持了和弦中的小三度音程不变（即如果确定了和弦中有 E 和 G 两个音，则剩下的一个音为 C 或者 B）；R变换保持了和弦中的大三度音程不变（即如果确定了和弦中有 C 和 E 两个音，则剩下的一个音为 G 或者 A）。
进一步的操作可以通过组合上述三种基本操作来实现：
- N关系（Nebenverwandt）将一个大三和弦变换成其根音的下屬音小三和弦，或是将一个小三和弦变换成其根音的屬音大三和弦，例如C大三和弦与F小三和弦之间的转换；可以通过依次应用R、L、P变换来实现[3]。
- S关系（Slide）可以使两个具有相同三音的三和弦（例如C大三和弦与C♯小三和弦）相互转换；可以通过依次应用L、P、R变换来实现[4]。
- H关系（LPL）将一个三和弦变换成它的六声音阶（英语：hexatonic scale）对应和弦（hexatonic pole），例如C大三和弦与A♭小三和弦之间的转换[5]。

L变换、P变换、R变换的任意组合作用在大三和弦上的效果正好与作用小三和弦上的效果是相反的：例如，R-P变换将C大三和弦向下移动一个小三度（至A大三和弦），而将C小三和弦向上移动一个小三度（至E♭小三和弦）。
新里曼理论最初的工作使用一种大型的和声方法整体地对待这些变换，而不是明确地把注意力放在单独的声部进行上。之后，Cohn 指出，当考虑声部进行中的特定问题时，新里曼理论的概念会自然而然地产生。例如，两个三和弦（大三和弦与小三和弦）可通过上述的L、P、R变换中的一种变换相互联系，当且仅当这两个三和弦中有两个音相同，且能通过对第三个音做级进的声部进行连接起来（此性质被称作声部进行的奥卡姆剃刀）。注意这里强调了作为“简约”声部进行副产物的倒影（inversional）关系的自然出现，而不是像在里曼的理论中把反转关系作为基本的公理。
最近，Dmitri Tymoczko 提出说新里曼变换操作与声部进行之间的联系只是一种近似关系。再者，新里曼理论的形式主义以一种较为隐晦的方式看待声部进行：上述定义的“新里曼变换”均为纯粹的和声联系，不一定会涉及和弦上音符之间的任何特定的映射。

## 图形表示

一个现代版本的调性网络（Tonnetz）。A小调三和弦被标为深蓝色，C大调三和弦被标为深红色。若表示成环面，调性网络包含12个顶点（图论）（音高）和24个三角形（三和弦）。

新里曼理论的变换可以通过一些相关的几何结构来进行建模。里曼调性网络（Riemannian Tonnetz，如右图所示）将音高沿着三条单纯轴（simplicial axes）排列为一个平面阵列（planar array）；这三条单纯轴对应着三种和谐音程；铺满调性网络的三角形表示着大三和弦和小三和弦。共用一条边的三角形所表示的两个三和弦共用两个相同的音符，因此上一节的主要变换也可以被表示成调性网络中的最小运动。不同于之前历史上的某些音乐理论学家，新里曼理论一般假设异名同音等价（G♯ = A♭），使平面的调性网络图可被卷曲为一个环面。

新里曼理论中的环面形式的调性网络。

新里曼理论中也讨论了另一种调性几何结构，其将传统调性网络中特定的性质分离出来或是进行延伸扩充。Richard Cohn 发展了超六音系统（Hyper Hexatonic system）用于描述在分离的大三和弦循环之内和之间的运动。他将其规范化地表示为“极大平滑性（maximal smoothness）”。Jack Douthett 发明了另一种几何图像，方块舞蹈（Cube Dance）；它表征了音调网络的几何对偶。顶点（而非三角形）被用来表示三和弦（Douthett 和 Steinbach，1998），其间插入增三和弦，允许更加平滑的声部进行。
许多与新里曼理论相关的几何表示通过 Clifton Callender、Ian Quinn 和 Dmitri Tymoczko 提出的连续的声部连接空间（continuous voice-leading space）被合并到一个更加一般的框架中。在这个始于2004年的工作中，Callender 描述了一种连续空间；连续空间中的一个点代表着一个三音符“和弦类型”（例如“大三和弦”）；利用这个空间可以为“连续变换”（即音符可以从一个音符连续地滑向另一个的变换）建模。之后，Tymoczko 展示了Callender空间中的路径同构于声部进行的某些特定类型；“单独T联系（individually T related）”声部进行在 Tymoczko 于2008年发表的论文中被提到。同时，Tymoczko 发展了更相似于新里曼理论中的空间的一族。在Tymoczko空间中，点表示任意大小的某个特定和弦（例如C大三和弦），而不是更为一般的和弦类型（例如大三和弦）。最后，Callender、Quinn 和 Tymoczko 同时提出了一个统一的框架，将这些表示着广泛音乐理论性质的几何空间联系在一起。
和声表音符布局是现代的一种创建图形化表示音乐界面的实现手段。

Planet-4D模型将传统的调性网络嵌入到一个超球体的表面上。

2011年，Gilles Baroin 提出了Planet-4D模型。这是基于图论的一个可视化系统，将传统的调性网络嵌入到一个4D超球体上。最近提出的调性网络的另一个连续版本——同时有原形式和二元形式——叫做相位环面（Torus of phases） （页面存档备份，存于）。更为细致的乐理分析，例如对早期浪漫主义音乐的分析，可以在相位环面上实现。

## 批评
新里曼理论学家常常用三种基本LPR变换的组合来分析和弦进行。C大三和弦到E大三和弦的进行会被分析为L-P变换；此变换也可将C小三和弦变为A♭小三和弦。然而，通过变换定义出的和声间距并不能完美地反映出声部进行。例如，根据新里曼理论的共同音保留（common-tone preservation）优先的原则，C大三和弦距离F大三和弦比距离F小三和弦近（从C大三和弦变换到F大三和弦需经过R-L两次变换，而变换到F小三和弦需经过R-L-P三次变换）。但是，从半音声部进行的角度来看，F小三和弦相比于F大三和弦距离C大三和弦近；因为只要将F小三和弦上的两个音移动半音就可以变为C大三和弦（A♭->G 与 F->E），而F大三和弦需要移动三个半音才能变为C大三和弦。因此，LPR变换无法用于考虑 IV-iv-I进行（19世纪的一个基本和声套路）的声部进行效率。关于共同音也能得出相似的结论：在调性网络上，F小三和弦与E♭小三和弦一样，需经三次变换才能从C大三和弦变换而来，然而F小三和弦与C大三和弦已经有一个共同音了，E♭小三和弦和C大三和弦却没有共同音。
上述矛盾的背后是关于最多的共同音，或是最短的声部进行总距离是否能最大化和声临近度（harmonic proximity）的不同意见。例如，R变换将某个音移动了一个全音，而N变换或S变换则是将某个音移动半音。当共同音最大化比较优先的时候，R变换的效率较高；若通过假设单音移动来测量声部进行的效率，则三种变换的效率是一样的。早期的新里曼理论同时采用了这两种概念。最近的工作已把这两者分离开，独立于共同音保留的原则，单方面地只通过对声部进行邻近度的分析来测量和声距离。由此产生的问题是，初级变换和次级变换会分辨不清。早在1992年，Jack Douthett 建立了一个三和弦间声部进行的准确几何模型。这个模型是通过在R变换相关的三和弦之间内插增三和弦——一种被他称作“方块舞蹈（Cube Dance）”的机制——建立起来的。虽然 Douthett 的图像在1998年就已发表，它作为声部进行模型的优越性直到更晚的时候，由于Callender、Quinn 和 Tymoczko 在几何相关工作的涉及，才为人所知。实际上直到2009年，对方块舞蹈与新里曼理论调性网络的详细比较才出现。在这一系列的研究中，三元变换（triadic transformations）不再像在早期新里曼理论中一样具有基本的地位。声部进行邻近度衍生出的几何表示取得了中心地位；而LPR变换成为了特定类型套路的一种启发性的思考方式（而不是作为像是定义的性质）。
虽说如此，在所有二十四种里曼三元变换中，相比于其他任何的变换组合，LPR变换的长度与半音声部进行距离更为相关。例如，若只使用L变换和R变换来测定三和弦之间的距离，上述例子的情况下产生的矛盾数量比使用L、P、R三种变换要来得多。这也在某种程度上体现了初级变换和次级变换的不同。

## 延伸
除了在三元和弦进行方面的应用之外，新里曼理论也激发了数量众多的后续延伸探索。这些探索包括了：
- 三个音组成的和弦之外的和弦、六音组（英语：hexachord）（例如神秘和弦（英语：Mystic chord））之间的声部进行临近度（Voice-leading proximity）[17]。
- 不谐和的三音组（英语：Trichord）之间的共同音临近度[18]。
- 在所有可能的三和弦之间进行变换，而不一定局限于严格的模移（mode-shifting）對合[19]。
- 在具有不同势（cardinality）的和弦之间进行变换。被称作“交叉类型变换（cross-type transformations）”[20]。
- 流行音乐中的应用[21]。
- 電影配樂中的应用[22][23][24]。

一些延伸理论与新里曼理论一样，关注着传统调性和弦之间的非传统的关系；另一些延伸理论将声部进行临近度或和声变换应用到无调性的和弦中。

## 延伸阅读
- Lewin, David. "Amfortas's Prayer to Titurel and the Role of D in 'Parsifal': The Tonal Spaces of the Drama and the Enharmonic Cb/B," 19th Century Music 7/3 (1984), 336–349.
- Lewin, David. Generalized Musical Intervals and Transformations (Yale University Press: New Haven, CT, 1987). ISBN 978-0-300-03493-6.
- Cohn, Richard. 'An Introduction to Neo-Riemannian Theory: A Survey and Historical Perspective", Journal of Music Theory, 42/2 (1998), 167–180.
- Lerdahl, Fred. Tonal Pitch Space (Oxford University Press: New York, 2001). ISBN 978-0-19-505834-5.
- Hook, Julian. Uniform Triadic Transformations (Ph.D. dissertation, Indiana University, 2002).
- Kopp, David. Chromatic Transformations in Nineteenth-century Music (Cambridge University Press, 2002). ISBN 978-0-521-80463-9.
- Hyer, Brian. "Reimag(in)ing Riemann", Journal of Music Theory, 39/1 (1995), 101–138.
- Mooney, Michael Kevin. The 'Table of Relations' and Music Psychology in Hugo Riemann's Chromatic Theory (Ph.D. dissertation, Columbia University, 1996).
- Cohn, Richard. "Neo-Riemannian Operations, Parsimonious Trichords, and their Tonnetz Representations", Journal of Music Theory, 41/1 (1997), 1–66.
- Cohn, Richard. Audacious Euphony: Chromaticism and the Triad's Second Nature (New York: Oxford University Press, 2012). ISBN 978-0-19-977269-8.
- Gollin, Edward and Alexander Rehding, Oxford Handbook of Neo-Riemannian Music Theories (New York: Oxford University Press, 2011). ISBN 978-0-19-532133-3.